# Басевич, Мирослав
Мирослав Басевич (пол. Mirosław Basiewicz; 14 января 1958, Варшава — 9 января 2022, Серадз) — польский сотрудник правоохранительных органов, фермер, издатель, профсоюзный и общественный деятель. В ПНР — капрал гражданской милиции, организатор независимого профсоюза милиционеров, участник движения Солидарность. Интернирован при военном положении, был активистом антикоммунистического «милицейского подполья». После смены общественно-политического строя Польши служил в полиции, занимался крестьянским хозяйством, сувалкским краеведением, профсоюзной и общественной деятельностью. Один из руководителей организации ветеранов милицейского профсоюза — Ассоциации «Достоинство».

## В милицейском профсоюзе
Родился в варшавской рабочей семье. Получил среднетехническое образование. Окончил училище гражданской милиции (MO). С 1980 в чине капрала служил в патрульной службе Пястувского комиссариата.
Мирослав Басевич симпатизировал забастовочному движению 1980 и независимому профсоюзу Солидарность. Таких позиций придерживалось в гражданской милиции меньшинство, однако заметная часть сотрудников. Жёсткое противостояние с аппаратом ПОРП и милицейским начальством способствовало антикоммунистической радикализации. Басевич был возмущён Быдгощской провокацией, участием милиции в избиении профсоюзных активистов, выполнением партийных директив и приказов Службы госбезопасности (СБ).
В мае 1981 Мирослав Басевич решительно поддержал инициативу создания Профсоюза сотрудников гражданской милиции (ZZ FMO). Являлся одним из организаторов независимого профсоюза — наряду с Виктором Микусиньским, Иренеушем Сераньским, Збигневом Жмудзяком, Юлианом Секулой, Марианом Садловским, Казимежем Колинкой, Эдвардом Шибкой. Программа ZZ FMO носила общедемократический характер и акцентировала реформу правоохранительных органов: прекратить использование милиции против протестного движения, разделить милицию и СБ, ликвидировать структуры ПОРП на милицейской службе, обеспечить свободу личных убеждений милиционеров, улучшить условия работы. В начале июня 1981 Мирослав Басевич участвовал в варшавском учредительном съезде ZZ FMO. Состоял в президиуме всепольского учредительного комитета.
МВД ПНР и главная комендатура MO жёстко отреагировали на инициативу независимого профсоюза. Уже 17 июня 1981 капрал Басевич, как и другие инициаторы, был уволен с запретом на профессию. С сентября 1981 взят в оперативную разработку СБ столичной комендатуры по линии департамента III-A. Вступил в «Солидарность», сблизился с радикальными активистами. Установил контакты с католической церковью. Имел беседы с диссидентским идеологом, лидером КОС — КОР Яцеком Куронем и примасом Польши кардиналом Юзефом Глемпом.
В «Солидарности» Мирослав Басевич стал одним из руководителей «профсоюзной контрразведки» — негласной группы, выявлявшей агентуру СБ. 25 сентября 1981 Басевич был среди лидеров милицейской протестной акции — занятия варшавского милицейского спорткомплекса Хала Гвардии (акция была подавлена спецподразделением ЗОМО). Присутствовал на I съезде «Солидарности» в статусе почётного гостя.

## В заключении и подполье
13 декабря 1981 в Польше было введено военное положение. Активисты «Солидарности» подверглись репрессиям. В течение недели Мирославу Басевичу удавалось скрываться. Он пытался организовать в подполье членов ZZ FMO. 19 декабря 1981 Басевич был обнаружен СБ и на семь месяцев интернирован в Бялоленке. В заключении держался твёрдо, на допросах отказывался отвечать, сохранил в тайне всю информацию о поддерживающих ZZ FMO сотрудниках. Держал десятидневную голодовку. Входил в редакционную группу подпольного журнала интернированных Koniem przez Świat. Pismo internowanych w Białołęce. Был освобождён 13 июля 1982.
После освобождения Мирослав Басевич отказался от предложений «примириться с ПОРП» и восстановиться в МВД — равно как эмигрировать из Польши. Поселился на хуторе в Сувалкском повяте. Завёл крестьянское хозяйство, занялся свиноводством и пчеловодством. Активно участвовал в подпольных структурах, созданных выходцами из ZZ FMO, проводил конспиративные собрания, распространял нелегальные издания Godność и Nasza sprawa. Секретные материалы подполья Басевич креативно хранил в пчелиных ульях. Подвергался жёсткому давлению СБ. Есть основания считать, что падёж свиней в его хозяйстве был вызван целенаправленным отравлением, есть также подозрения, что самого Басевича пытались отравить через питьевой спирт. Однако в судебном порядке этого не удалось доказать.
В 1987 в Гибах были обнаружены неизвестные захоронения — предположительно жертв Августовской облавы. Мирослав Басевич присоединился к общественному комитету по розыску жителей Сувалок, пропавших без вести в июле 1945.

## В фермерстве и общественной деятельности
Новая забастовочная волна 1988, Круглый стол, альтернативные выборы 1989 привели к победе «Солидарности». ПОРП была отстранена от власти, ПНР преобразована в Третью Речь Посполитую. Мирослав Басевич, как и многие другие активисты ZZ FMO, поступил на службу в новую полицию Польши. Служил в Сейненской повятской комендатуре. В 1993 вышел в отставку в звании старшего сержанта.
Мирослав Басевич вёл крестьянское хозяйство в Сейнинском повяте. В 2005—2007 был вице-председателем профсоюза фермеров Ojczyzna. Состоял в левонационалистической популистской партии Самооборона Республики Польша. Оставался членом «Солидарности», состоял в комитете по делам пенсионеров. Работал экскурсоводом. Издавал материалы по истории Сувалкского региона. На парламентских выборах 2019 баллотировался в сейм от партии Акция разочарованных пенсионеров, однако избран не был. Регулярно выступал в СМИ с заявлениями общественно-политического характера. Был женат, имел двух дочерей-близнецов.
В 2006 ветераны ZZ FMO создали SFMO «Godność» — Ассоциацию «Достоинство». Первым председателем был избран Виктор Микусиньский, заместителями — Збигнев Жмудзяк и Мирослав Басевич. Главные задачи Ассоциации — хранение традиций ZZ FMO, забота о ветеранах, содействие польской полицейской службе. С декабря 2021 — президент сувалкской Ассоциации о. Ежи Попелушко. Придерживался социально-солидаристского, национально-патриотического и антикоммунистического мировоззрения, с этих позиций критиковал власти Польши.
Был награждён Офицерским крестом ордена Возрождения Польши (2009, постановление президента Леха Качиньского) и Крестом Свободы и Солидарности (2016, постановление президента Анджея Дуды). Имел также многочисленные награды по линии полицейской службы, сувалкской администрации и краеведения, антикоммунистической оппозиции.
Скончался Мирослав Басевич в больнице Серадза от сердечного приступа незадолго до своего 64-летия. Прощание и похороны состоялись в Сувалках.